# Посольство Украины в Финляндии
Посольство Украины в Финляндии — дипломатическое представительство Украины в Финляндии, расположенное в столице Финляндии городе Хельсинки.

## История развития дипломатических отношений
Финляндия была одной из первых стран, признавших независимость Украины в 1918 году и открывших свою дипломатическую миссию в Киеве. Украинская дипломатическая миссия была создана в числе первых шести иностранных посольств в Хельсинки. Позже история двух стран пошла разными путями: Финляндии удалось сохранить свою независимость, Украина же надолго вошла в состав Советского Союза.
Финляндия вновь признала независимость Украины 30 декабря 1991 года. Дипломатические отношения между двумя странами были установлены 26 февраля 1992 года. Посольство Финляндии в Украине начало свою работу 1 апреля 1992 года, посольство Украины в Финляндии — 18 декабря того же года.

## Главы дипломатических миссий Украины в Финляндии
- Лосский, Константин Владимирович (1918—1919)
- Железняк, Николай Кондратьевич (1919)
- Кедровский, Владимир Иванович (1919—1920)
- Сливенко, Пётр Павлович (1920—1922)
- Масик, Константин Иванович (16 октября 1992 — июнь 1997)[1]
- Подолев, Игорь Владимирович (28 июля 1997 — 2 октября 2001)[2][3]
- Сардачук, Пётр Данилович (2 октября 2001 — 15 июля 2003)[4][5]
- Майданник, Александр Иванович (25 декабря 2003 — 13 августа 2007)[6][7]
- Дещица, Андрей Богданович (4 декабря 2007 — 9 октября 2012)[8][9]
- Селин Алексей Николаевич (2012—2013) временный поверенный
- Василенко Сергей Александрович (2013—2014) временный поверенный
- Олефиров, Андрей Владимирович (20 августа 2014 — 16 мая 2019)[10][11]
- Квас Илья Евгеньевич (2019—2020) временный поверенный
- Юнгер Михаил Бейлович (2020) временный поверенный
- Диброва, Ольга Александровна (19 октября 2020 — 7 апреля 2025)[12][13]
- Выдойник, Михаил Михайлович (с 7 апреля 2025)[14]